# Ирина Флорин
Ирина Трифонова Костадинова, по-известна като Ирина Флорин, е българска поп певица и моден дизайнер.

## Биография
Ирина Флорин е родена на 5 февруари 1961 г. в село Гиген, Никополско. Завършва с отличие Руската гимназия в Плевен. Още в училище започва да се занимава с музика и става първа солистка на училищния хор. Участва в самодейни групи, набира малко опит и влиза в Естрадния отдел на Музикалната академия през 1984 г. в класа на Георги Кордов. По време на следването си получава първата си награда – изпълнената от нея „Влакът на надеждата“ на Хайгашод Агасян е поставена на ІІІ място на Младежкия конкурс за забавна песен през 1983 г. Първите си записи прави в „Балкантон“, издадени на малка плоча през 1988 г. – „Телевизионна неделя“ (м. Мария Ганева) и „Кръговрат“ (м. Румен Бояджиев). Завършва висшето си образование в Музикалната академия.
Певческата кариера на Ирина Флорин започва през 1981 година, когато е поканена от Георги Найденов и Иван Христов за вокал в първата формация на група „Домино“. Единствената ѝ запомнена изява от този период е изпълнението на песента „Нека да е лято“ на концерт по време на фестивала „Златният Орфей“. След неуспеха на формацията в този състав Ирина Флорин започва самостоятелна кариера със спорадични записи и изяви по радиото и телевизията, които нямат особена популярност.
През 1990 г. излиза първият ѝ студиен албум – дългосвирещата плоча „Краят на началото“. Голяма част от песните, както и всички аранжименти, са дело на музикантите от ФСБ. В началото на този период неин импресарио е Димитър Керелезов.
През 1994 г. издава първия си албум на компактдиск, озаглавен „Стъклен свят“.
През 1996 г. излиза албумът „Цвят лилав“, от който излиза най-големият ѝ хит „Цвят лилав“ (по текст на Даниела Кузманова), и „Пътуване“ (в ремикс на „Тибетски сърца“, с гост вокал Мариус Куркински). „Цвят лилав“ е третият албум на Ирина Флорин, издаден на компактдиск и касета през 1996 г. от Стефкос Мюзик. Следва сътрудничество с групата „Тибетски сърца“ по проекта „За любовта“, който влиза в сборния диск „Мога“ (1999). Едноименният сингъл „Мога“ е резултат от съвместната работа на Флорин с Момчил Колев.
През 2001 г. излиза албумът „В трето лице“, шест песни от който са реализирани като сингли, оглавили челните места на музикалните класации в България. За две от песните в албума Флорин си сътрудничи с Георги и Свилен от група „Остава“, а текстовете на песните в албума са на поетесата и журналистка от списание „Егоист“ Ина Григорова. В конкуренция с албумите на Белослава, Мастило, Румънеца и Енчев и група Те, „В трето лице“ взема приза „Албум на годината“ за 2002 година на Годишните музикални награди на Българския Топ 100.
Освен на музикалната сцена Ирина Флорин има изяви и в модната индустрия – като дизайнер на собствено марково облекло. Присъдена ѝ е наградата „Златна игла“ за дебют през 2006 година.
През 2010 г. Флорин записва албума си „Копринена жена“ – резултат от двегодишен труд на певицата и екипа ѝ от април 2008 г. Музикални продуценти са Ирина Флорин и китаристът на група „Остава“ Георги Георгиев, с когото Флорин създава някои от най-емблематичните си песни през годините. Издател е „Вирджиния Рекърдс“. Името на албума е вдъхновено от романа „Коприна“ на Алесандро Барико, на когото Ирина Флорин е почитателка. „Копринена жена“ включва девет оригинални песни, създадени от Момчил Колев, Георги Георгиев и Димитър Паскалев; два ремикса – „Докога“ на Момчил Колев и „Слънце“ на Графа, дело на DJ Ясмин & DJ Оги, както и две неиздавани песни – „Ако ти си“ от Димо Георгиев, и „Виновна“ – музика и аранжимент: Мирослав Гечев. Текстовете на песните са на Биляна Димитрова, Камелия Лилкова, Татяна Йосифова и Любо. Албумът съдържа и инструменталите на всички песни. Част от песните са записани с класически инструменти и щрайх. 
През 2015 г. в дует с Азис записва песента „Само с теб“. Музиката е на Момчил Колев, аранжиментът – на Кристиян Колев, а текстът – на Добромир Банев. На песента е направен видеоклип, премиерата на който е на 9 ноември същата година.  От 10 август до 2 ноември 2015 г. песента е в класацията на програма „Хоризонт“ на БНР „Ескалатор“. 
През 2016 г. в дует с Миро записва песента „Тихо“. 
През 2017 г. записва „Какво е любов“.
През 2018 г. записва „По целувките“.
През 2020 г. записва песните „Заспи, сърце“, „Тъмнината вътре в мен“ и „Шшшт“ в дует с Homelesz.

## Дискография

### Студийни албуми
- Краят на началото (1990)
- Стъклен свят (1994)
- Цвят лилав (1996)
- В трето лице (2001)
- Друга (2003)
- Копринена жена (2010) [7]
- Знак (2022)

### Компилации
- Мога (1999)
- Топ 10 (2006)
- The best of Ирина Флорин (2015) [8]

### Мини албуми
- Ирина Флорин (1988)
- Цвят лилав (1996)
- Пътуване (1997)
- Код любов заличен (2003)